# Artëm Karpukas
Artëm Michajlovič Karpukas (in russo Артём Михайлович Карпукас?; Bijsk, 13 giugno 2002) è un calciatore russo, centrocampista della Lokomotiv Mosca.

## Caratteristiche tecniche
È un centrocampista centrale.

## Carriera
Cresciuto nel settore giovanile della Lokomotiv Mosca, esordisce in prima squadra il 17 aprile 2022 contro il Soči. Il 15 ottobre 2022 realizza la sua prima rete da professionista, mettendo a segno il gol del definitivo 1-0 nella gara di campionato giocata contro la Torpedo Mosca.

## Statistiche

### Presenze e reti nei club
Statistiche aggiornate al 23 marzo 2023.
| Stagione               | Squadra                | Campionato             | Campionato | Campionato | Coppe nazionali | Coppe nazionali | Coppe nazionali | Coppe continentali | Coppe continentali | Coppe continentali | Altre coppe | Altre coppe | Altre coppe | Totale | Totale |
| Stagione               | Squadra                | Comp                   | Pres       | Reti       | Comp            | Pres            | Reti            | Comp               | Pres               | Reti               | Comp        | Pres        | Reti        | Pres   | Reti   |
| ---------------------- | ---------------------- | ---------------------- | ---------- | ---------- | --------------- | --------------- | --------------- | ------------------ | ------------------ | ------------------ | ----------- | ----------- | ----------- | ------ | ------ |
| 2021-2022              | Kazanka Mosca          | 2D                     | 8          | 0          |                 | -               | -               |                    | -                  | -                  |             | -           | -           | 8      | 0      |
| 2021-2022              | Lokomotiv Mosca        | PL                     | 6          | 0          | CR              | 0               | 0               | UEL                | 0                  | 0                  | SR          | 0           | 0           | 6      | 0      |
| 2022-2023              | Lokomotiv Mosca        | PL                     | 18         | 1          | CR              | 8               | 0               |                    | -                  | -                  |             | -           | -           | 26     | 1      |
| Totale Lokomotiv Mosca | Totale Lokomotiv Mosca | Totale Lokomotiv Mosca | 24         | 1          |                 | 8               | 0               |                    | 0                  | 0                  |             | 0           | 0           | 32     | 1      |
| Totale carriera        | Totale carriera        | Totale carriera        | 32         | 1          |                 | 8               | 0               |                    | 0                  | 0                  |             | 0           | 0           | 40     | 1      |